# Медаль ордена «За заслуги перед Литвою»
Меда́ль о́рдена «За за́слуги пе́ред Литво́ю» (лит. Ordino «Už nuopelnus Lietuvai» medalis) — державна нагорода Литовської Республіки.

## Положення про нагороду
|  | 37 стаття. Медаль ордена «За заслуги перед Литвою» 1. Медаллю ордена «За заслуги перед Литвою» нагороджуються особи за заслуги на славу Литви в галузі культури, науки, освіти, промисловості, торгівлі, охорони здоров'я, соціального захисту, військової справи, спорту, господарства та інших сферах, за гуманітарну допомогу Литві, а також матері, які народили і добре виховали 7 і більше дітей. 2. Медаль ордена «За заслуги перед Литвою» — срібна, 38 мм в діаметрі. На лицьовій стороні медалі зображується знак ордена «За заслуги перед Литвою», на зворотній стороні — вінок, напис «Для Литви» (лат. «Pro Lituania») і дата заснування медалі «2002». Медаль кріпиться до стрічки ордена «За заслуги перед Литвою» 32 мм завширшки. |

| Лицьова сторона | Зворотна сторона |
| --------------- | ---------------- |
|                 |                  |
|                 |                  |

## Нагородження медаллю
База даних осіб, нагороджених медаллю ордена «За заслуги перед Литвою» доступна на сторінці Президента Литовської Республіки.